# Якименко, Иван Тихонович
Иван Тихонович Якименко — советский военный, государственный и политический деятель. Лауреат Государственной премии СССР. Участник советско-финской войны и Великой Отечественной войны. Генерал-лейтенант (по данным военных архивов — генерал-майор войск связи). Член КПСС. 

## Биография
Родился в 1918 году в станице Ново-Минская. 
С 1938 года вплоть до 1978 года — на военной, общественной и политической работе.
Призван в сентябре 1939 года  Орджоникидзевским РВК  города Ростов-на-Дону.
Командир роты связи 1011-го стрелкового полка 292-й стрелковой дивизии, заместитель командира радиороты 53-го отдельного полка связи, старший помощник начальника отдела связи штаба 132-го стрелкового корпуса, на командных должностях в радиотехнических войсках Советской Армии, начальник 1-го Главного управления Министерства электронной промышленности СССР.
Дата окончания службы: 28.07.1986
Умер в Москве в 1988 году.

## Награды
- Государственная премия СССР
- Орден Отечественной войны II степени (11.04.1945)
- Орден Красной Звезды (30.04.1954)
- Орден «Знак Почета» (20.04.1956)
- Медаль «За боевые заслуги» (20.06.1949)
- Медаль «За отвагу» (11.05.1942; 25.07.1958)
- Медаль «За оборону Ленинграда» (11.05.1942)
- Медаль «За победу над Германией в Великой Отечественной войне 1941–1945 гг.» (09.05.1945)